# Raffaele Monaco La Valletta

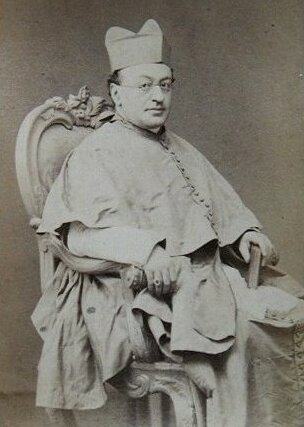
Raffaele kardinaal Monaco la Valletta

Raffaele Monaco La Valletta (L'Aquila, 23 februari 1827 – Agerola, 14 juli 1896) was een Italiaans kardinaal van de Rooms-Katholieke Kerk.

## Biografie
Na zijn studie theologie aan het Collegio Romano te Rome en de studies kerkelijk en burgerlijk recht aan de La Sapienza Universiteit te Rome trad Raffaele toe tot de Pauselijke Ecclesiastische Academie, een opleidingsinstituut voor diplomaten van het Vaticaan. In 1849 werd hij tot priester gewijd, waarna hij verschillende kerkelijke functies bekleedde, waaronder secretaris van de  Congregatio Romanae et Universalis Inquisitionis. Vanaf 1859 was hij ook kanunnik van het kapittel van de Sint-Pietersbasiliek.
Tijdens het consistorie van 13 maart 1868 werd Raffaele tot kardinaal-priester gecreëerd, waarbij hem op 16 maart de titelkerk Santa Croce in Gerusalemme werd toegewezen. Raffaele nam deel aan het Eerste Vaticaans Concilie (1869-1870) dat bijeengeroepen was door paus Pius IX.
Op 9 januari 1874 werd Raffaele gekozen als titulair aartsbisschop van Eraclea. Vanaf 1876 was hij namens Pius IX vicaris-generaal voor de stad Rome.
Onder Pius IX’s opvolger Leo XIII (gekozen in 1878) volgde verschillende aanvullende aanstellingen. Zo was hij in de periode 1880-1881 Camerlengo en werd hij op 12 februari 1884 benoemd tot kardinaal-grootpenitentiarius van de Apostolische Penitentiarie.
Na zijn benoeming tot kardinaal-bisschop van Albano in 1884 volgde in 1889 de overplaatsing naar het suburbicair bisdom Ostia en Velletri. Zijn benoeming in Ostia hield verband met het feit dat hij was aangesteld als nieuwe deken van het College van kardinalen.
Raffaele Monaco La Valletta overleed op 14 juli 1896 en werd begraven in de kapel van de kapucijnen op de Campo Verano, een begraafplaats in Rome.